# Николин, Дамир Семёнович
Дами́р Семёнович Нико́лин (род. 25 января 1926, Москва) — советский футболист, нападающий.

## Карьера
В 1940 году стал выступать за московский клуб «Снайпер». С 1944 по 1945 год играл за юношескую и клубную команды «Спартака».
Осенью 1945 года был призван в войска НКВД и в 1946 стал играть в клубных командах московского «Динамо». Осенью 1946 года был зачислен в дубль, позднее выступал за «Динамо» (Московская область), а в 1949 году вернулся в московское «Динамо».
В чемпионате СССР дебютировал 21 мая 1950 года во встрече с харьковским «Локомотивом». Николин провёл на поле весь матч и отметился забитым голом. Всего за клуб Николин сыграл 4 матча в сезоне 1950 года. За дубль бело-голубых в 1946—1947 и 1949—1950 годах сыграл 81 матч и забил 20 голов.
В 1951 году перешёл в «Динамо» Ленинград, где провёл три сезона. В конце карьеры выступал за ашхабадский «Спартак» и «Шахтёр» из Сталиногорска.